# Меликова, Афаг Сулейман кызы
Меликова, Афаг Сулейман гызы (азерб. Afaq Süleyman qızı Məlikova род. 18 января 1947, Баку) — азербайджанская народная артистка, танцовщица, балетмейстер, художественный руководитель Азербайджанского государственного ансамбля танца. Народная артистка Азербайджанской ССР (1978).

## Биография
Меликова Афаг родилась 18 января 1947 года в Баку. Получила образование в Бакинском хореографическом училище, где брала уроки у Лейлы Векиловой. Окончила Азербайджанский государственный институт искусств.

### Карьера
В 1963-1974 годах Афаг Меликова была солисткой Азербайджанского государственного танцевального ансамбля. В 1975 году Афаг Меликова стала репетиром ансамбля. В 1980 году была назначена балетмейстером, а с 1982 года является художественным руководителем Азербайджанского государственного ансамбля танца.
16 мая 2017 года Президент Азербайджана Ильхам Алиев подписал распоряжение о награждении Меликовой Афаг орденом «Шараф».

## Награды
- Орден «Честь» (16 мая 2017 года) — за заслуги в развитии азербайджанской культуры[3]
- Орден «Слава» (28 декабря 2001 года) — за заслуги в развитии национального хореографического искусства Азербайджана[4]
- Народная артистка Азербайджанской ССР (11 января 1978 года)[5]
- Заслуженная артистка Азербайджанской ССР (11 апреля 1975 года)
- Персональная пенсия Президента Азербайджанской Республики (5 июля 2003 года)[6]

## См.также
- Алмасзаде, Гамэр Гаджи Ага кызы
- Бадирбейли, Лейла Агалар кызы
- Дильбази, Амина Паша кызы